# Північний захід штату Мінас-Жерайс (мезорегіон)

Північний захід штату Мінас-Жерайс на карті штату

Північний захід штату Мінас-Жерайс (порт. Mesorregião do Noroeste de Minas) — один із дванадцяти адміністративно-статистичних мезорегіонів в бразильському штаті Мінас-Жерайс. Населення становить 356 110 чоловік на 2006 рік. Займає площу 62 381,061 км². Густота населення — 5,7 чол./км².

## Склад мезорегіону
В мезорегіон входять наступні мікрорегіони:
1. Паракату
2. Унаї

| Бразилія | Це незавершена стаття з географії Бразилії. Ви можете допомогти проєкту, виправивши або дописавши її. |